# José Padilla (DJ)
José María Padilla Requena  (Barcelona, 4 de diciembre de 1955-Ibiza, 18 de octubre de 2020) fue un disc jockey y productor de música ambiental español. Conocido por su trabajo en el bar Café del Mar de Ibiza, donde creó el chill-out.

## Biografía
Nacido en Barcelona en 1955, Padilla se trasladó a Ibiza en 1975, convirtiéndose en DJ residente en Café del Mar en 1991. En 1994, compiló el primer disco Café del Mar para el sello React. Hay veintiséis volúmenes y de ellos se han realizado veinticinco recopilaciones, así como la creación de la etiqueta homónima del bar.
Si bien muchas de las pistas de Padilla aparecen en sus muchas compilaciones, no fue hasta 1998 cuando lanzó su primer álbum, Souvenir, en el sello Mercury Records. Este álbum incluye colaboraciones con muchos músicos chill-out, incluidos Lenny Ibizarre y Paco Fernández. Su segundo álbum, Navigator, fue lanzado en 2001.
Por otro lado, también fue compositor de la banda sonora original de la película "El sueño de ibiza" estrenada en el año 2002
Doce años después de su álbum debut Café del Mar de React, lanzó su nueva compilación Café Solo en el sello sucesor de React, Resist (2006).
El 6 de julio de 2020 anunció en redes sociales que le habían diagnosticado un cáncer de colon. Como consecuencia del COVID-19, no pudo recibir ningún tipo de ingreso en cinco meses, por lo que solicitaba ayuda económica. Un día después, logró recaudar 6.000 euros, y diez días después, llegó a 36.000 euros.
Falleció en el hospital ibicenco de Can Misses, mientras dormía, el 18 de octubre de 2020, a los 64 años, víctima de un cáncer de colon.